# Liquidambar acalycina
Liquidambar acalycina är en tvåhjärtbladig växtart som beskrevs av Ho Tseng Chang. Liquidambar acalycina ingår i släktet Liquidambar och familjen Altingiaceae. Inga underarter finns listade i Catalogue of Life.